# Albury Heath
Albury Heath – wieś w Anglii, w hrabstwie Surrey. Leży 42 km na południowy zachód od centrum Londynu.